# El Heraldo de México (1919)
El Heraldo de México fue un periódico publicado diariamente por la Cía. Editorial Mexicana S.A., a partir del 27 de abril de 1919 y que tuvo un suplemento dominical titulado El Heraldo Ilustrado, influyente en el desarrollo de las tiras cómicas del país.  El director era Modesto C. Rolland y el jefe de redacción Miguel Necoechea.  Entre los colaboradores se encontraban el poeta Antonio Mediz Bolio y el caricaturista Santiago R. de la Vega.  Otros directores han sido Vito Alessio Robles y Gonzalo de la Parra; a fines de 1920, el director era Manuel Carpio; en 1922, el director era Jesús Z. Moreno, quien había colaborado con el propietario de la editorial, Salvador Alvarado Rubio, en la fundación del periódico.
En la plana editorial escribieron Martín Luis Guzmán, Manuel Gómez Morín, Enrique González Martínez, Vicente Lombardo Toledano y Roberto Arenales.
En 1922, el periodista de larga trayectoria José Z. Moreno, a la sazón director de El Heraldo, fue asesinado por el diputado Francisco Tejeda Llorca.  El periódico habría cesado publicación en 1923.

## Ideología
Pregonaba el diario que le impulsaba hacia el periodismo «un deseo de justicia que habla en nosotros por el misérrimo indio; por el labrador tenaz; por la gran masa [...] llevando siempre delante como un espejismo que nunca alcanza, la posesión del terruño, la vida amable, la grandeza de la patria.» El Heraldo habría sido fundado con fines electorales, al igual que otras dos publicaciones fundadas el mismo año por intereses rivales: México Nuevo y El Monitor Republicano.

## Secciones
El domingo se publicaba el suplemento semanal El Heraldo Ilustrado, a colores, que acompañaba a la regular edición del periódico de ése día que se vendía a 10¢, y cuya entrega debía exigirse a los papeleros. El director general fue Antonio Mediz Bolio.  Andrés Audiffred inició su carrera caricaturista en el suplemento, con Lipe el chino.  A partir de enero de 1921 se publica Don Catarino y su apreciable familia, seminales muñequitos autóctonos de México, con guion del español Carlos Fernández Benedicto y dibujo por Salvador Pruneda, y los cuales hallan tal éxito que a partir de 1922 obtienen una serie derivada en El Heraldo cotidiano, con la misma autoría, titulada Las memorias de Don Catarino.
Santiago M. de la Vega, periodista y caricaturista, publica en la edición cotidiana de El Heraldo, a partir de 1919, la tira cómica Películas; ya en agosto del mismo año, había sido rebautizada Una historieta para niños. Brevemente aparece la historieta Smith, Cantero y Bernabé y a partir de 1921, Chon y Smith, esta última de Carlos Fernández Benedicto y de Álvaro Prenda (hermano del Salvador de Don Catarino).  Fue en las páginas de El Heraldo que Juan Arthenack publicó comiquillas profesionalmente por vez primera.
En 1920, el director de la sección en inglés —que llegó a abarcar dos páginas— era Thorberg Haberman. Katherine Anne Porter, quien trabajó dos meses en El Heraldo, reemplazó a Haberman en diciembre de 1920, poco antes de la desaparición de la sección el 25 de diciembre del mismo año.